# Heinrich Mann
Luiz Heinrich Mann, nemški pisatelj, * 27. marec 1871, Lübeck, † 11. marec 1950, Santa Monica, Kalifornija.

## Življenje
Heinrich Mann se je rodil leta 1871 kot prvi otrok lübeškega trgovca Thomasa Johanna Heinricha Manna in njegove žene Julije. Kasneje so se jima rodili še Heinrichov brat Thomas (1875-1955), sestri Julia (1877-1927) in Carla (1881-1910) ter najmlajši brat Viktor (1890-1949). Heinrich je odraščal v premožni družini v Lübecku. Njegov oče je bil od leta 1877 pa vse do smrti leta 1891 senator za gospodarstvo in finance. Potem ko je Heinrich Mann 1889 zapustil Katharineum v 8.razredu, je oktobra pričel z učenjem knjigotrštva v Dresdnu, ki pa ga je po malo več kot letu dni prekinil. Nato je od avgusta 1890 do leta 1892 delal kot prostovoljec v Berlinu pri založbi S. Fischer. V tem času je študiral na Univerzi Friedrich-Wilhelm (kasnejša Humboldtova univerza). Leta 1892 je imel vnetje pljuč, zaradi katerega je bil na zdravljenju v Wiesbadnu in Lausanni.
1893 se je družina Mann preselila v München, od koder je Heinrich odhajal na številna potovanja, tako kot pred tem, ko je leta 1884 že obiskal Sankt Petersburg. Od 1889 in vse do izbruha prve svetovne vojne se je zadrževal v različnih krajih. Med drugim, včasih tudi v spremstvu brata Thomasa, dlje časa v mestecu Palestrina blizu Rima, večinoma pa v sanatoriju v Rivi del Gardi ob Gardskem jezeru, ki ga je upravljal njegov prijatelj zdravnik Christoph Hartung von Hartungen.
Njegovo znano delo Profesor Nesnaga ali Konec tirana (nem. Professor Unrat oder Das Ende eines Tyrannen) je nastalo leta 1904 in izšlo leto kasneje. V Mannovem domačem mestu Lübeck so bili odzivi zelo negativni. Roman so praktično prepovedali. Kljub temu je s prevodi v številne jezike in s filmom Modri Angel, ki je bil po njem posnet leta 1930, dosegel svetovno slavo. Leta 1910 je umrla najmlajša sestra Carla, ki je storila samomor. To je bila izguba, ki jo je avtor le s težavo prebolel.
Heinrich Mann se je nato leta 1914 poročil s praško igralko Mario Kanovo (1886-1947). Njegovo bivališče je ponovno postal München. Dve leti kasneje je prišel na svet njegov edini otrok: hčerka Leonie Mann (1916-1986).
Po izidu knjige Misli v vojni (nem. Gedanken im Kriege) brata Thomasa Manna leta 1905, v kateri je ta izražal nemška nacionalna čustva, je Heinrich prekinil stik z bratom. Heinrichu je bila bližje komunistična ideja in zato je udeležbo Nemčije v prvi svetovni vojni odločno zavrnil. Skupaj s Kathe Kollwitz in Albertom Einsteinom je dvakrat, leta 1932 in 1933, podpisal nujno zahtevo po enotni akciji komunistične partije Nemčije in social-demokratske partije Nemčije proti nacionalsocialistom. Leta 1917 je Thomasova žena Katia poskusila vzpostaviti stik s Heinrichom, sprava bratov pa je sledila šele leta 1922. Po zaključku vojne je izšlo Heinrichovo najuspešnejše delo Podložnik (nem. Der Untertan), čigar izhajanje v podlistku je bilo leta 1914, ob začetku vojne, prekinjeno. V prvih tednih po izidu dela je bilo prodanih skoraj sto tisoč izvodov.
Leta 1923 je umrla njegova mati, štiri leta kasneje si je vzela življenje še sestra Julia. Po razhodu s prvo ženo Mario je leta 1930 sledila še uradna ločitev. Mann je odpotoval v Berlin, Maria Kanova pa je z njuno hčerko odšla nazaj v Prago. Od leta 1940 do 1944 je bila zaradi svojega judovskega izvora zaprta v koncentracijskem taborišču Theresienstadt. Leta 1947 pa je umrla za posledicami tamkajšnjega mučenja. Heinrich je svojo drugo ženo Nelly Kröger spoznal že leta 1929.
Leta 1931 je Heinrich Mann postal predsednik sekcije za pesniško umetnost na Pruski akademiji za umetnost, katere član je bil od leta 1926. Istega leta sta tako on kot tudi Albert Einstein v odprtem pismu za New York Times opozorila na umor hrvaškega modreca Milana Šufflaja.
Leta 1933, tik pred februarskim požigom vladne palače, je Mann zapustil Nemčijo in emigriral preko Sanary-sur-Mer v Nico, kjer je živel do leta 1940. Zaradi ponovnega podpisa nujne zahteve po enotni akciji 14. februarja 1933 so ga nacionalsocialisti izključili iz akademije umetnosti, avgusta 1933 pa mu je bilo odvzeto še nemško državljanstvo. Istega leta je bil Mann uvrščen na prvo listo izgnancev nemškega rajha.
V letih od 1935 do 1938 je napisal zgodovinski roman v dveh knjigah Mladost kralja Henrika IV. in Zrela leta kralja Henrika IV. Leta 1936 je prejel Češkoslovaško državljanstvo. Med emigracijo je Mann postal predsednik pripravljalnega odbora nemške Ljudske fronte Lutetia-Kreis in bil poleg tega izbran še za častnega predsednika nemške stranke SPD.
Leta 1939 se je poročil z Nelly Kröger. Skupaj z njo, Golom Mannom in zakoncema Werfel je leta 1940 zbežal prek Španije in Portugalske v ZDA. Dežela njegovega izgnanstva in njena kultura sta mu ostali tuji, finančno pa ga je moral podpirati brat Thomas. 1944 si je Heinrichova druga žena Nelly, ki je trpela zaradi težav z alkoholom, vzela življenje.
Leta 1949 je bil izbran za predsednika Nemške akademije umetnosti v vzhodnem Berlinu. Umrl je leta 1950 v Santa Monici (tam je bil tudi pokopan) še pred načrtovano vrnitvijo v Nemčijo (v bližini, v Pacific Palisades je živel njegov brat Thomas z družino); 1961 so njegovo žaro pripeljali v Nemčijo in jo položili na mestno pokopališče (Dorotheenstädtischer Friedhof) v Berlinu.
Po njem je bila imenovana nagrada Heinricha Manna.

### Literarno ustvarjanje
1885 objava prvega pripovednega in 1887 prvega poetičnega besedila. 1891 izidejo prve kritike v časopisih Die Gesellschaft in 1892 tudi v Die Gegenwart.
Njegov prvi roman V neki družini (In einer Familie) je bil objavljen leta 1894. Od marca 1895 do julija 1896 je bil Heinrich Mann izdajatelj narodno konzervativnega in močno antisemitističnega mesečnika Das Zwanzigste Jahrhundert. Blätter für deutsche Art und Wohlfahrt.
Leta 1897 je izšlo delo Čudovito in druge novele (Das Wunderbare und andere Novellen) in leto kasneje Zločin in druge zgodbe (Ein Verbrechen und andere Geschichten). V času wilhelmistične kraljevine so nastali politični in kulturno kritični – delno tudi antisemitistični – eseji, in sicer leta 1900 esej Indija Koromandija. Roman med prijetnimi ljudmi (Ein Roman unter feinen Leuten) leta 1903 Boginje ali trije romani kraljice Assy (Die Göttinnen oder die drei Romane der Herzogin von Assy) in roman Lov za ljubeznijo (Die Jagd nach Liebe) ter 1905 roman Profesor Nesnaga ali Konec tirana in drugi.
Med letoma 1910 in 1913 so bile v Berlinu oddigrane praizvedbe gledaliških iger Heinricha Manna.
Leta 1912 je Heinrich Mann začel pisati roman Podložnik, ki je izhajal v podlistku v časopisu Zeit im Bild. Kmalu so ga cenzurirali, tiskanje so z začetkom druge svetovne vojne ustavili. Delo je izšlo šele leta 1915 najprej v ruščini in po letu 1916 kot zasebna izdaja tudi v nemškem jeziku. Šele po koncu vojne, leta 1918, je bil roman v Nemčiji izdan v omembe vredni nakladi.

## Dela
V njegovih zgodnjih romanih Boginje ali trije romani kraljice Assy (nem. Die Göttinnen oder Die drei Romane der Herzogin von Assy) in Malo mesto (nem. Die kleine Stadt) so zapisani vtisi, ki jih je pridobil v času daljšega skupnega bivanja z bratom Thomasom v Italiji in tudi med bivanjem v Rivi ob Gardskem jezeru. Malo mesto opisuje razmere v manjšem italijanskem mestu. Boginje ali trije romani kraljice Assy (nem. Die Göttinnen oder Die drei Romane der Herzogin von Assy) je postal roman celotne generacije: Gottfried Benn, René Schickele in Otto Flake so bili nad njim navdušeni. „To so dogodivščine velike dame iz Dalmacije. V prvem delu žari od hrepenenja po svobodi, v drugem delu po umetnosti, v tretjem jo razganja od strasti. Je izredna oseba, ki jo moramo jemati resno. Večina ostalih figur je smešnih pojav, kot v Indiji Koromandiji (nem. Im Schlaraffenland). Dogajanje je razgibano, razprostira se na območju Zare, Pariza, Dunaja, Rima, Benetk in Neaplja. Če delo kot celota uspe, bo prvi del eksotično pisan, drugi prepojen z umetnostjo, tretji razdudran, opolzek.“ (Heinrich Mann (v pismu) svojemu založniku Albertu Langenu 2. decembra 1900).
Romana Profesor Nesnaga ali Konec tirana in Podložnik sta drugačne narave. V teh delih je Mann ostro in marsikdaj duhovito kritiziral politične in moralne razmere v wilhelmistični Nemčiji, servilnost meščanstva in socialne nepravičnost. Moralno ogorčenje, ki se je v njem sprožilo zaradi »hinavske blaginje« takratnih tovarišev, njihovega »zamolčanega nacionalizma« in »brezobzirnega izkoriščanja« delovne sile je mnogokrat osrednja tema njegovih pripovedi. Prav tako je Mann ostro kritiziral ideje predstavnikov sindikatov in socialdemokratov o materialni izboljšavi položaja delavcev in njihove zahteve po večji svobodi. Prav tako Mann ni skoparil s kritikami na račun »neduhovne buržoazije«, pa čeprav se je tudi sam čutil kot del nje in je priznaval njene pozitivne vrednote ter voljo po izobrazbi in napredku.«
Portret Heinricha Manna, lahko vidimo tudi na nemški poštni znamki iz časa Nemške demokratične republike (1971), in sicer iz serije znanih osebnosti.
Obe knjigi, Mladost kralja Henrika IV (nem. Die Jugend des Königs Henri Quatre 1935) in Zrela leta kralja Henrika IV (nem. Die Vollendung des Königs Henri Quatre 1938), veljata za njegovi najpomembnejši deli. Prvi načrti teh del so nastali leta 1925 (Wysling/Schmidlin 1994). Komentar brata Thomasa Manna (zapisek iz dnevnika 25.9.1935): „Zvečer sem končal Heinricha Henrija IV., nenavadno knjigo, ki prekaša vse, kar danes nastaja v Nemčiji, obilje in gibkost umetniških sredstev, vzvišen in poglobljen pogled na zgodovino zaradi današnjega stanja, močan in opogumljajoč v rezkem duhovno-moralnem zaničevanju človeških zmot in neumnosti; ganljivi pesniški/poetični trenutki, kot so smrt in dojilja in zadnja bitka. Skupen vtis o knjigi: delo, ki slavi založbo emigrantov in celotno emigrantstvo in ki bo po preobratu zadev v Nemčiji poželo visoko slavo.˝

### Esejistični teksti (izbor):
- Gustave Flaubert in George Sand (nem. Gustave Flaubert und George Sand, 1905/1906)
- Duh in dejanje (nem. Geist und Tat, 1910), Zola (Zola, 1915) (esej, ki je povzročil razdor med bratoma in spodbudil Thomasa Manna k pisanju dela Pogledi nepolitičnega človeka (nem. Betrachtungen eines Unpolitischen)
- Oblast in človek (nem. Macht und Mensch, 1919),
- Diktatura razuma (nem. Diktatur der Vernunft, 1923)
- Sovraštvo (nem. Der Haß, 1933), Pogum (Mut, 1939). Heinrich Mann je v tridesetih letih pisal tudi številne članke za nemško-madžarski časopis Pester Lloyd. V nasprotju s Thomasom Mannom je Heinrich izdajal tudi v literarno-politični reviji Die Sammlung, ki jo je izdajal Klaus Mann.

### Izbor del
- V neki družini (nem. In einer Familie, 1894)
- Čudovito in druge novele (nem. Das Wunderbare und andere Novellen, 1897) (Novela)
- Zločin in druge zgodbe (nem. Ein Verbrechen und andere Geschichten, 1898) (Novela)
- V Indiji Koromandiji (nem. Im Schlaraffenland, 1900)
- Boginje ali trije romani kraljice Assy (nem. Die Göttinnen oder Die drei Romane der Herzogin von Assy, 1903) (Trilogija)
- Lov za ljubeznijo (nem. Die Jagd nach Liebe, 1903)
- Profesor Nesnaga ali Konec tirana (nem. Professor Unrat oder Das Ende eines Tyrannen, 1905; sl. 1935) (COBISS)
- Malo mesto (nem. Die kleine Stadt, 1909)
- Podložnik (nem. Der Untertan, 1914; sl. 1952) (COBISS)
- Mladost kralja Henrika IV (nem. Die Jugend des Königs Henri Quatre, 1935; sl. 1971) (COBISS)
- Zrela leta kralja Henrika IV (nem. Die Vollendung des Königs Henri Quatre, 1938; sl. 1971) (COBISS)
- Velika Stvar (nem. Die große Sache, 1930; sl. 1933) (COBISS)

## Zunanje Povezave
- Dela Heinricha Manna pri Project Gutenberg (v nemščini)

1. 1 2 3  Краткая литературная энциклопедия — Moskva: Советская энциклопедия, 1962. — Т. 4. — С. 580-584.
2. ↑  data.bnf.fr: platforma za odprte podatke — 2011.
3. ↑  Record #118577131 // Gemeinsame Normdatei — 2012—2016.
4. ↑  http://www.dhm.de/lemo/biografie/heinrich-mann